# Liste des invités royaux au couronnement d'Élisabeth II
Cet article recense les invités royaux au couronnement de la reine Élisabeth II qui a eu lieu le 2 juin 1953,.

## Famille de la reineÉlisabethII
- Le duc d'Édimbourg, époux et consort d'Élisabeth
  - Le duc de Cornouailles, fils et héritier d'Élisabeth
- La reine Elizabeth, reine mère, mère d'Élisabeth
  - La princesse Margaret, sœur d'Élisabeth
- La princesse royale, tante paternelle d'Élisabeth
  - Le comte et la comtesse de Harewood, cousin d'Élisabeth et son épouse
  - Gerald Lascelles, cousin d'Élisabeth
- Le duc et la duchesse de Gloucester, oncle paternel d'Élisabeth et son épouse
  - Le prince William de Gloucester, cousin d'Élisabeth
  - Le prince Richard de Gloucester, cousin d'Élisabeth
- La duchesse de Kent, tante d'Élisabeth, veuve de son oncle paternel 
  - Le duc de Kent, cousin d'Élisabeth
  - La princesse Alexandra de Kent, cousine d'Élisabeth
  - Le prince Michael de Kent, cousin d'Élisabeth
- Le comte et la comtesse Mountbatten de Birmanie, cousin d'Élisabeth au deuxième degré et son épouse
  - Lady Pamela Mountbatten, cousine d'Élisabeth au troisième degré
- Le marquis de Milford Haven, cousin d'Élisabeth au deuxième degré
- La princesse Marie-Louise, cousine d'Élisabeth au troisième degré
- Lady Patricia et Sir Alexander Ramsay, cousine d'Élisabeth au troisième degré et son époux
- La marquise de Carisbrooke, épouse du cousin d'Élisabeth au troisième degré
- Famille d'Adolphe, marquis de Cambridge :
  - La duchesse et le duc de Beaufort, cousine d'Élisabeth au deuxième degré et son époux
  - Lady Helena Gibbs, cousine d'Élisabeth au deuxième degré
- Le comte d'Athlone et la princesse Alice, comtesse d'Athlone, grand-oncle et cousine au deuxième degré d'Élisabeth
  - Lady May et Sir Henry Abel Smith, cousin d'Élisabeth au deuxième degré
  - Le marquis et la marquise de Cambridge, cousin d'Élisabeth au deuxième degré

## Dirigeants des protectorats britanniques
- L'émir du Bahreïn
- L'émir du Koweït
- Le sultan de Brunei
- Le sultan du Kelantan
- Le sultan et la Tengku Ampuan de Selangor
- Le sultan et la sultane de Johor
- Le sultan et la sultane de Zanzibar
- Le sultan de Lahij
- Le sultan de Perak
- La reine des Tonga
- Cheikh Ahmad ben Ali Al Thani, représentant de l'émir du Qatar
- Le prince héritier du Basoutoland
- Le chef suprême du Swaziland
- Kgari Secheia du Bechuanaland
- Le roi du Toro

## Membres des familles royales étrangères
- Le prince héritier et la princesse héritière de Norvège
- Le prince et la princesse Georges de Grèce
  - La princesse Eugénie de Grèce et son deuxième époux, le prince Raymond de Tour et Taxis
- La princesse André de Grèce (mère du duc d'Édimbourg)
- Le prince prince et la princesse Axel de Danemark
- Le duc de Halland (représentant du roi de Suède)
- Le prince de Liège (représentant du roi des Belges)
- Le prince Bernhard des Pays-Bas
- Le prince héritier du Laos
- Le prince et la princesse Himalaya du Népal (représentants du roi du Népal)
- Le prince héritier Bảo Long (représentant du chef de l'État du Viêt Nam)
- Le prince héritier du Japon
- Le prince héritier d'Éthiopie
- Le prince Fahd ben Abdelaziz Al Saoud (représentant du roi d'Arabie saoudite)
- Shah Wali Khan (représentant du roi d'Afghanistan)
- Le prince héritier d'Irak (représentant du roi d'Irak)
- Le prince Sisowath Monireth (représentant du roi du Cambodge)
- Le prince et la princesse Chula Chakrabongse (représentants du roi de Thaïlande)
- Le prince Saif Al Islam Al Hassan (représentant du roi du Yémen)
- Nabil Suleyman Daoud (représentant du roi d'Égypte)
- Le grand-duc héritier et la grande-duchesse héritière de Luxembourg
- Le prince et la princesse Charles-Alfred de Liechtenstein (représentant du prince de Liechtenstein)
- Le prince Pierre de Monaco (représentant du prince de Monaco)

## Membres de familles royales non régnantes
- Le roi Michel Ier et la reine Anne de Roumanie
- Le comte et la comtesse de Barcelone
- Le margrave et la margravine de Bade (beau-frère et sœur du duc d'Édimbourg)
  -  Le prince héritier de Bade (neveu du duc d'Édimbourg)
- Le prince et la princesse Gottfried de Hohenlohe-Langenbourg (beau-frère et sœur du duc d'Édimbourg)
  -  La princesse Beatrice de Hohenlohe-Langenbourg (nièce du duc d'Édimbourg)
- Le prince et la princesse Georges-Guillaume de Hanovre (beau-frère et sœur du duc d'Édimbourg)
- Les princesses Christine et Dorothée de Hesse-Cassel (nièces du duc d'Édimbourg)
- Le prince Eugène de Ligne